# Leibniz-Realschule (Wolfenbüttel)
Die Leibniz-Realschule ist eine Realschule im niedersächsischen Wolfenbüttel, die nach Gottfried Wilhelm Leibniz benannt wurde. Die 1993 als Umweltkontaktschule ausgezeichnete Schule wurde seit 2003 mehrfach als Umweltschule in Europa ausgezeichnet.

## Geschichte

Haupteingang

Die Schule wurde am 24. September 1971 eingeweiht, damals noch unter dem Namen „Realschule Cranachstraße“. Seit dem 9. November 1971 trägt sie den Namen Leibniz-Realschule.

## Fremdsprachenunterricht
An der Schule wird als erste Fremdsprache ab Klassenstufe 5 Englisch und als zweite Fremdsprache ab Klassenstufe 6 Französisch als Wahlfach angeboten. Zur Verbesserung der Sprachkenntnisse werden in einem Sprachlabor Übungsstunden angeboten.

## Arbeitsgemeinschaften
Die Schule bietet mehrere Arbeitsgemeinschaften an.

## Ausstattung
Neben den Klassenräumen stehen Fachräume für Naturwissenschaften (Chemie,  Physik, Biologie), für kreative Themen (Musik, Kunst, Werken, textiles Gestalten) sowie für Hauswirtschaft zur Verfügung. Zur Visualisierung der Unterrichtsinhalte wird der Film- und Videoraum eingesetzt.
Die EDV-Ausbildung erfolgt in speziell ausgestatteten Räumen; es stehen Videoprojektoren (mobil und in mehreren Funktionsräumen fest installiert), mobile PC-Stationen, Scanner sowie Drucker zur Verfügung. Alle Räume sind vernetzt und haben Internetzugang.
Die Schule verfügt über zwei Schülerbüchereien. Der Sportunterricht wird in einer Doppelturnhalle und auf Außensportanlagen abgehalten.

## Auszeichnungen
- 2003 – Umweltschule in Europa[2]
- 2005 – Umweltschule in Europa[3]
- 2006 – Umweltpreis der Stadt Wolfenbüttel[4]
- 2007 – Umweltschule in Europa[5]
- 2009 – Umweltschule in Europa
- 2011 – Umweltschule in Europa[6]
- 2013 – Umweltschule in Europa[7]
- 2015 – Umweltschule in Europa[8]
- 2017 – Umweltschule in Europa[9]

## Sonstiges
Der Förderverein unterstützt Aktionen und Anschaffungen.